# Shadwell, Virginia
Shadwell var namnet på den plantage i Albemarle County där Thomas Jefferson föddes år 1743. Plantagen var belägen i den amerikanska delstaten Virginia, nära staden Charlottesville. Den fick sitt namn efter församlingen Shadwell i londonkommunen Tower Hamlets, där Thomas Jeffersons mor Jane Randolph döptes år 1721. Plantagen förstördes i en brand år 1770, vilket föranledde familjen Jefferson att flytta till Edge Hill i samma county.